# Відрядження (фільм, 1988)
«Відрядження» — радянський трисерійний телефільм 1988 року, знятий режисером Едуардом Дмитрієвим на студії «Укртелефільм».

## Сюжет
Ділові та особисті відносини людей великого підприємства.

## У ролях
- Андрій Смоляков — Віктор Семенов
- Оксана Фомічова — головна роль
- Станіслав Садальський — робітник
- Віра Глаголєва — Наталія
- А. Афанасьєв — роль другого плану
- Євгенія Добровольська — Шурочка
- Альберт Філозов — Перегудов
- Володимир Басов — Алік Морозов
- Ромуальдас Раманаускас — Капітонович
- Любомірас Лауцявічюс — Прохоров
- Олег Арндт — молодий спеціаліст

## Знімальна група
- Режисер — Едуард Дмитрієв
- Композитор — Вадим Біберган